# ラティーナ (イタリア)
ラティーナ（伊: Latina ( 音声ファイル)）は、イタリア共和国ラツィオ州にある都市であり、人口約128,000人の基礎自治体（コムーネ）。ラティーナ県の県都である。

## 地理

### 位置・広がり

#### 隣接コムーネ
隣接するコムーネは以下の通り。括弧内のRMはローマ県所属を示す。
- アプリーリア
- チステルナ・ディ・ラティーナ
- ネットゥーノ (RM)
- ポンティーニア
- サバウディア
- セルモネータ
- セッツェ

### 気候分類・地震分類
ラティーナにおけるイタリアの気候分類 (it) および度日は、zona C, 1220 GGである。
また、イタリアの地震リスク階級 (it) では、zona 3A (sismicità bassa) に分類される。

## 歴史
ラティーナは「Littoria」の名で、1932年6月20日にファシスト政権の下で創設され、同年12月18日に公式に開始された。以前は街を囲むように古代より沼地があったが、1932年の設立直前に排水された。リットリアの住民は主にフリウーリやヴェネトからの移住者であった。マルチェッロ・ピアチェンティーニ、アンジョロ・マッツォーニのような有名な建築家、芸術家によって、建造物やモニュメントは設計された。

リットリア創設式典(1932年)
1934年県都となり、第二次世界大戦後にラツィオ州からの移住者の増加に伴い、名称を現在のラティーナに改めた。元の住民が使用していたヴェネツィア人のような方言は、徐々にローマ人の方言に変わっていった。

## 行政

### 分離集落
- Latina Scalo, Latina Lido, Borgo Sabotino, Borgo Santa Maria, Borgo Bainsizza, Borgo Montello, Borgo Podgora, Borgo Piave, Borgo Carso, Chiesuola, Tor Tre Ponti, Borgo Faiti, Borgo San Michele, Borgo Grappa, Borgo Isonzo

## 姉妹・友好都市
- パロス・デ・ラ・フロンテーラ, ウエルバ県, アンダルシア州, スペイン
- ファホウピーリャ（英語版）,リオグランデ・ド・スル州,ブラジル
- バーケンヘッド, ウィラル区,マージーサイド州,イングランド

## 自然・環境
モンテ・チルチェーオにかけて沿岸部に複数の潟湖が連なる。チルチェーオ国立自然公園に指定されており、ラムサール条約の定める「国際的に重要な湿地」に登録されている（イタリアのラムサール条約登録地一覧も参照）。ラティーナ市域には、Lago di Foglianoがある。

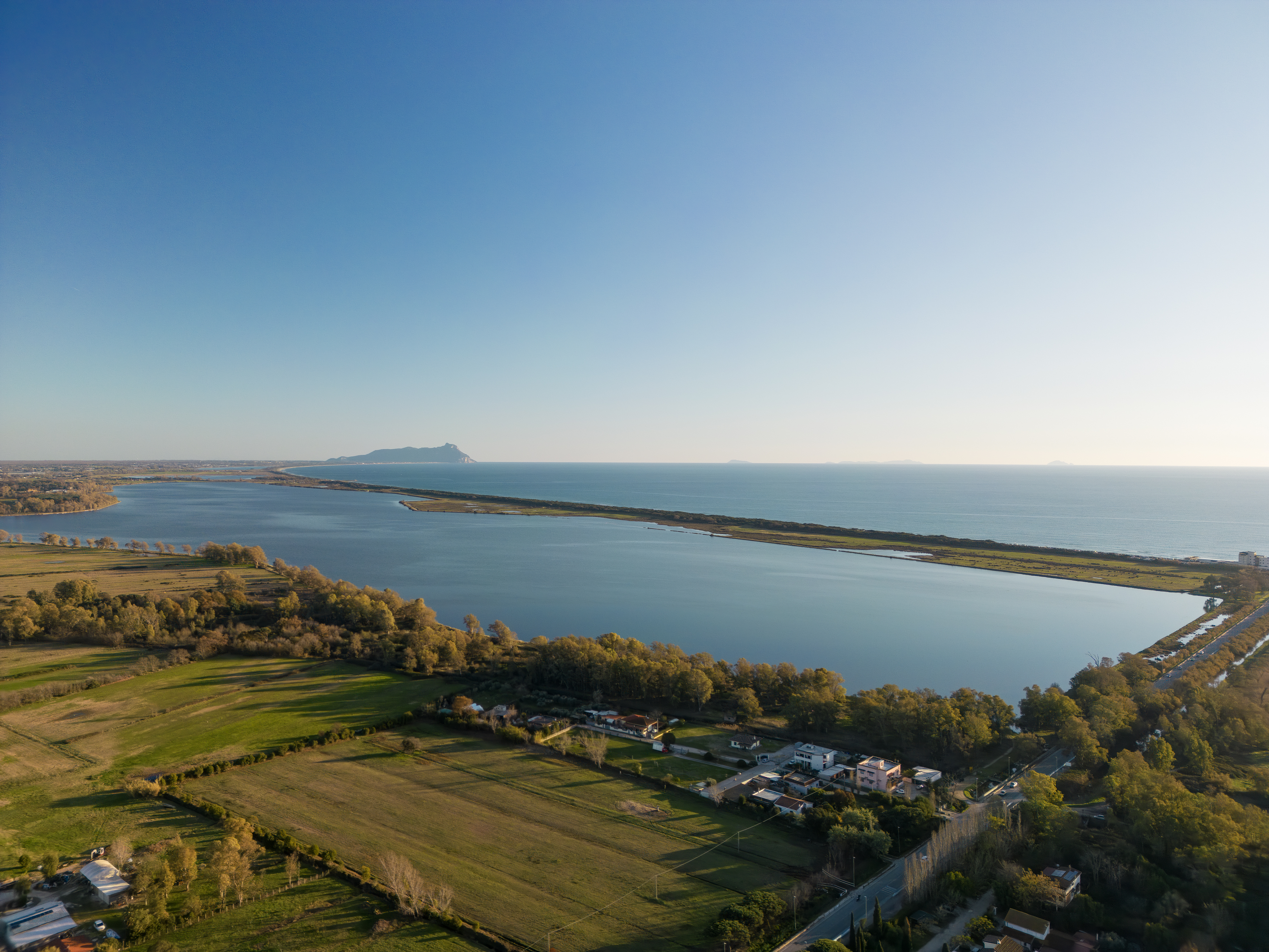